# Parramatta Stadium
Parramatta Stadium – nieistniejący wielofunkcyjny stadion sportowy, położony w dzielnicy Parramatta w Sydney, na ulicy O'Connell Street 2150.

## Historia
Pierwotnie w miejscu Parramatta Stadium istniał stadion Cumberland Oval, który od 1847 roku służył do uprawiania sportu oraz jako miejsce rekreacyjne. W początkowym swoim okresie organizowano na nim wyścigi konne. Główna trybuna powstała w 1850 roku i zostały sfinansowane przez Cumberland Surf Club. Stadion od 1862 roku użytkowany był przez klub krykietowy Central Cumberland Cricket Club. W 1879 roku stadion po raz pierwszy został wykorzystany do gry w rugby union, a od 1909 do gry w rugby league.
Budowa nowego stadionu w miejscu dawnego Cumberland Oval została podjęta w 1983 roku przez rząd stanowy Nowej Południowej Walii. W listopadzie 1984 roku podpisano umowę na budowę stadionu z przedsiębiorstwem Civil and Civic. W styczniu 1985 roku rozpoczęto pierwsze prace budowlane nad nowym stadionem, które trwały do końca tego samego roku. Parramatta Stadium został specjalnie zaprojektowany do rozgrywania spotkań rugby union, rugby league i piłki nożnej. Otwarcia nowego stadionu w dniu 5 marca 1986 roku dokonała Królowa Elżbieta II oraz Książę Filip. W latach 2002–2003 odbyła się modernizacja stadionu.
We wrześniu 2015 roku Rząd Nowej Południowej Walii ogłosił, że w miejscu stadionu Parramatta Stadium zostanie wybudowany nowy obiekt sportowy o nazwie Western Sydney Stadium o pojemności 30000 widzów. Wyburzenie starego stadionu miało miejsce w pierwszym kwartale 2017 roku. Budowa nowego stadionu trwała w latach 2017–2019.

## Najemcy stadionu
Ostatnimi najemcami stadionu były dwa zespoły: Parramatta Eels (zespół rugby league, występujący w National Rugby League), która korzystała ze stadionu od 1986 roku oraz piłkarski zespół Western Sydney Wanderers FC korzystający ze stadionu od 2012 roku do jego zamknięcia w 2016 roku.
W przeszłości stadion użytkowany był przez następujące drużyny:
- Sydney Wave (zespół bejsbolowy, Australian Baseball League), najemca stadionu w latach 1991–1992,
- Sydney Storm (zespół bejsbolowy, Australian Baseball League), najemca stadionu w latach 1993–1996,
- Sydney Tigers (zespół rugby league, Australian Rugby League), najemca stadionu w latach 1995–1996,
- Parramatta Power (zespół piłkarski, National Soccer League), najemca stadionu w latach 1999–2004.